# Frozen Charlotte
Frozen Charlotte (de l'anglès, Charlotte gelada) és el nom pel qual es coneix a una nina xinesa específica fabricada des d'aproximadament 1850 fins al 1920.
Popular durant l'època victoriana, el nom d'aquesta nina prové d'una balada popular estatunidenca basada en el poema A Corpse Going to a Ball, obra de Seba Smith, el qual relata la història d'una jove anomenada Charlotte que es va negar a portar posat un abric durant un passeig en trineu perquè no volia que el seu bonic vestit quedés ocult, el que va provocar que la petita morís congelada durant el trajecte.
Les nines Frozen Charlotte van ser molt populars als Estats Units d'Amèrica des de finals de segle xix fins a començaments del segle xx, sent la major part fabricades a Alemanya.

## Descripció de la nina
Les Frozen Charlotte representen a una nena dempeus, nua i formada per una sola peça, sense articulacions, de manera que sovint són descrites com «pillar dolls» (nines pilar) o «solid chineses» (xineses sòlides). També se les coneix com a «bathing babies» (nadons de bany) a causa que van ser originalment creades per a la distracció infantil durant el bany.
Les mides d'aquestes nines varien des de menys de 2,5 cm fins a més de 45 cm; les nines més petites eren emprades en ocasions com a sorpresa dins dels púdings de Nadal, i les de menor dimensió com adorn en cases de nines. Aquestes versions eren popularment conegudes com a penny dolls (nines penic) perquè costaven un penic. De vegades alguns models posseïen la part frontal de porcellana esmaltada i la posterior sense esmaltar, que les permetia que surès el cap mirant cap amunt. Així mateix, aquestes nines eren també elaborades en bescuit i podien ser de color blanc, rosa o, molt poc comú, de color negre, amb alguns exemplars lluint camises modelades sobre el cos. Per la seva banda, les versions masculines (identificades pel seu pentinat infantil) són coneguts com a Frozen Charlie (de l'anglès, Charlie gelat).